# Daudebardia ponorica
Daudebardia ponorica is een slakkensoort uit de familie van de Oxychilidae. De wetenschappelijke naam van de soort is voor het eerst geldig gepubliceerd in 1972 door Grossu.